# Egészséges szervezet modell
Az Egészséges Szervezet modell egy szervezetfejlesztési modell.

## A modell megalkotásának története
Lövey Imre és Manohar S. Nadkarni az 1990-es évek végén kezdtek hozzá „Az Örömteli Szervezet” című könyv megírásához, melyben összegezték szervezetfejlesztői munkáik tapasztalatait. A könyv, mely aztán a Concordia Szervezet- és Vezetésfejlesztési Kft. munkatársainak közreműködésével nyerte el végleges formáját, hangsúlyozza az örömteli munkavégzés fontosságát, és összekapcsolja ezt a fogalmat a szervezeti egészséggel. A szervezeti egészség integratív modelljének alkalmazásával jól leírható, megfogható, hogy egy adott szervezetben, mi működik jól, s mely területeken érdemes változtatni, fejleszteni a hosszú távú sikeresség érdekében. A könyv 2003-ban jelent meg, először angol, majd magyar nyelven, az átdolgozott és bővített második kiadások 2007-ben jöttek ki, szintén angolul és magyarul – Imre Lövey and Manohar S. Nadkarni with Eszter Erdélyi: How Healthy Is Your Organization? The Leader's Guide to Curing Corporate Diseases and Promoting Joyful Cultures (Praeger, Westport, Connecticut London-Greenwood Publishing Group) / Lövey Imre és Manohar S. Nadkarni, Eszter Erdélyi közreműködésével: Az Örömteli Szervezet (HVG Könyvek).

## A modell leírása
A modell alapjául szolgáló koncepció szerint a valóban jól működő szervezetekben az emberek örömüket lelik a munkájukban, és ez arra inspirálja őket, hogy a lehető legjobb teljesítményt nyújtsák. Ahhoz viszont, hogy egy szervezet örömtelivé válhasson – az emberi szervezethez hasonlóan – egészségesnek kell lennie. Az egészséges szervezet képes a felmerülő problémákat megoldani, még mielőtt akuttá válnának, a körülményeknek nem passzív áldozata, hanem aktív alakítója, a környezetével állandó kiegyensúlyozott kapcsolatban működik, növekszik és fejlődik.
A definíció szerint egy szervezet akkor tekinthető egészségesnek, ha az alábbi állításokkal jellemezhetjük:
- Kielégíti a vevők szükségleteit, azáltal, hogy nagy értéket nyújt a vevőnek, s így legitimmé teszi létét, és képes fenntartani magát a folyamatosan beérkező bevételekből.
- Kielégíti tagjai, munkatársai szükségleteit azáltal, hogy olyan környezetet teremt, ahol a tagok fejlődnek, és tudják, hogy fontosak, így el tudják érni egyéni céljaikat, miközben megvalósítják a szervezet célkitűzéseit is.
- Kielégíti gazdasági követelményeket (pénzügyi elvárások, mint pl. nyereségesség) azáltal, hogy a leghatékonyabban és legeredményesebben használja fel az erőforrásokat a célok elérése érdekében.
- Egyensúlyt teremt a fenti három alapvető célkitűzés között, és ennek érdekében olyan struktúrát és kultúrát hoz létre, mely segíti a három célkitűzés együttes figyelembe vételét a döntéshozatali folyamatok során.
- Az idők során növekszik, gyarapodik és fejlődik, fokozza lehetőségeit és/vagy képességeit annak érdekében, hogy egyre bonyolultabb kihívásoknak tudjon megfelelni.
- Harmóniában él a környezetével.

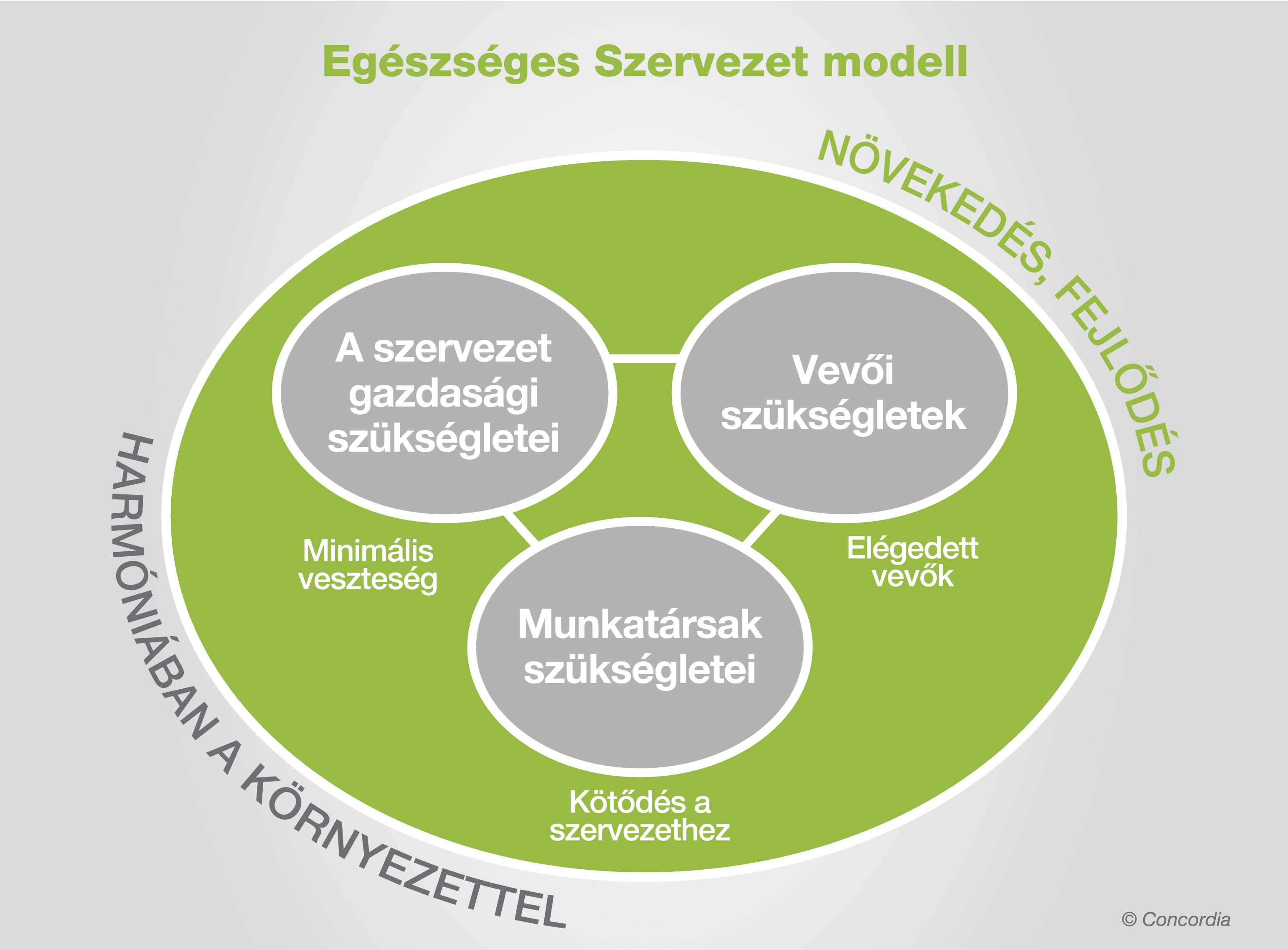
Az egészséges szervezet modell szemléltetése

A modell a szervezeti egészséget a következőképpen definiálja: holisztikus feltétel, melynek során a fenti hat fő kritérium egyidejűleg és magas szinten teljesül. Természetesen, ezek kielégítettsége nem egy „igen-nem” választáson múlik, ez inkább mérték kérdése. Ha megkíséreljük felmérni egy szervezet egészségi állapotát, ennek célja nem a fokozatok apró részletekbe menő azonosítása, hanem hogy meghatározzuk, mit kell tennünk ahhoz, hogy egészségesebb szervezetet hozhassunk létre. Az egészség azt is jelenti, hogy megoldjuk a problémákat, mielőtt akuttá válnának.
Szervezeti betegség a definíció szerint akkor jelentkezik, ha hiányoznak, gyengék vagy lassúak a problémamegoldó mechanizmusok, problémák keletkeznek, tartóssá válnak vagy visszatérnek. Ilyenkor az energiát és a forrásokat folyamatosan a rövid távú, rész-problémákkal való küzdelem köti le, és nem a fő célokra fordítják azokat. Ez a jelenség a szervezeti betegség. Szervezeti betegségekről van szó olyan helyzetekben, amikor:
- A szervezet része(i) nem a követelményeknek megfelelően funkcionál(nak),
- A szervezet egyes folyamatai tartósan nem teljesítik az irántuk támasztott követelményeket,
- Az alapvető célok közül egyet vagy többet ismételten is figyelmen kívül hagynak a döntéshozatali folyamatban.

Amikor a problémák akuttá válnak, szervezeti betegségek lesznek belőlük. Az akut problémák kihatnak a vonatkozó működési területekre, és exponenciálisan csökkentik a szervezet működőképességét. Amint a problémák visszatérővé válnak, a szervezetekben egyúttal tipikus magatartásformák is megjelennek.
A problémákkal kapcsolatos, megfigyelhető viselkedésminták a tünetek. A szervezetben dolgozó munkatársak ezeket a tüneteket tapasztalják meg a mindennapi működésben.

### Egészség-betegség dimenziók
A modell 21 dimenziót, tünetegyüttest tárgyal a szervezeti működés vizsgálatakor, és ezeket a dimenziókat egészség-betegség párokba állítva jeleníti meg.

#### A dimenziók felsorolása
1. Pénzmánia – Pénzügy a szervezeti célok szolgálatában
2. A pénzügyek elhanyagolása – Gondosság a pénzügyekben
3. Rész-optimalizálás – Együttműködés, a szervezet egészében való gondolkodás
4. Problémák iránti érzéketlenség – Hatékony problémakezelés
5. Döntésképtelenség – Hatékony döntéshozatal
6. Bürokrácia – Vállalkozó szellem / teljesítménymotiváltság
7. Kockázatkerülés – Vállalkozói szellem/teljesítmény motiváltság
8. Rövidlátás – Szükséges mértékű figyelem az operatív ügyekre
9. Távollátás – Szükséges mértékű figyelem az operatív ügyekre
10. Pazarló működés – Lean működés
11. Vevők kizsákmányolása – Vevőközpontúság
12. Szolgalelkűség – Egyenrangú vevőkapcsolatok
13. A vevők igényeinek elhanyagolása – Piacorientáltság
14. Elidegenedés – Elkötelezettség
15. Elkényeztetés – Egyértelmű keretek
16. Örömtelen szervezet – Örömteli szervezet
17. Szervezeti paranoia – Bizalom, nyíltság, korrektség
18. Munkamánia – A magánélet tiszteletben tartása
19. Elégtelen kapcsolat a környezettel – Nyitott szervezet
20. Agresszív viszonyulás a környezethez – Harmóniában a környezettel
21. Stagnálás – Növekedés, fejlődés

### Helyzetfeltáró kérdőív
Egy szervezet egészségességi szintjének megállapításához a modell alapján kifejlesztett kérdőív is rendelkezésre áll. A kérdőív 141 állításra adott válaszok segítségével méri a 21 egészség-betegség dimenziót. A válaszadók egy hétfokú skálán nyilvánítanak véleményt arról, hogy adott pillanatban hol helyezkedik el a szervezet a felsorolt dimenziókban. Minél többen töltik ki a kérdőívet, annál pontosabb képet alkothatunk a vizsgált szervezetről. A kitöltés anonim, de a szervezeti terület és a hierarchiában elfoglalt hely megjelölése alapján az eredmények feldolgozásakor összehasonlíthatóvá válik az egyes szervezeti egységek, valamint a különböző vezetői és munkatársi szintek véleménye, ami fontos támpontot nyújt a fejlesztendők meghatározásához.

## Magyar kiadások
- Lövey Imre–Manohar S. Nadkarni: Az örömteli szervezet. Szervezeti egészség, betegség, öröm – és a vezetés; közrem. Erdélyi Eszter, ford. Kovalcsikné Chován Hedvig; HVG Könyvek, Bp., 2003
- Lövey Imre–Manohar S. Nadkarni: Az örömteli szervezet. Vállalati egészségről, betegségekről és gyógymódokról vezetőknek és tanácsadóknak; közrem. Erdélyi Eszter, ford. Kovalcsikné Chován Hedvig, Szűcs Dóra; 2. bőv., jav. kiad.; HVG Könyvek, Bp., 2008